# Mark Baxter
Mark Baxter war der Titel einer Heftromanserie, die vom 5. Juni 1979 bis 14. März 1983 vierzehntäglich im Bastei Verlag erschien. Die ersten 62 Bände war die Romanreihe mit dem Untertitel Der Unsichtbare vom CIA versehen, danach war die Serie bis zum finalen Heft 101 mit Geheimagent für grosse Fälle untertitelt.

## Hintergrund
Der titelgebende Agent war einst ein Wissenschaftler, der an einem Forschungsprojekt zur Entwicklung von Hochleistungslasern mitgewirkt hatte, bis er bei einem fehlgeschlagenen Experiment einer unbekannten Strahlung ausgesetzt wurde. Seit diesem Unfall hat er die Fähigkeit, sich jeden Tag für jeweils zwei Stunden unsichtbar zu machen. Er arbeitet seitdem im Auftrag des amerikanischen Geheimdienstes CIA, nachdem dieser auf Baxters ungewöhnlichen Kräfte aufmerksam wurde.
Innerhalb von Geisterjäger John Sinclair gab es mehrfach Crossovers mit Mark Baxter. Von 1982 bis 2020 erschienen insgesamt zehn Sinclair-Bände, in denen die beiden Serienhelden zusammenarbeiteten.

## Autoren
Die Figur des Mark Baxters wurde vom deutschen Autor Helmut Rellergerd (Jason Dark) erdacht, der zuvor bereits schon die Heftromanserien Geisterjäger John Sinclair, Professor Zamorra und Damona King erfunden hatte.
Zu Beginn der Serie erschienen die Romanhefte ohne namentliche Nennung der Autoren. Erst ab Band 72 wurden die Verfasser der Mark-Baxter-Romane namentlich genannt. Die Hefte ohne Autorenangabe schrieb neben anderen der Autor Walter Appel (Earl Warren). Weitere Autoren waren etwa Friedrich Tenkrat (A. F. Morland) und Wolfgang Rahn.

## Covergestaltung
Für die Titelbilder der Romanhefte wurden Schwarzweißfotografien verwendet, die aus zahlreichen Krimis und Agentenfilmen der damaligen Zeit stammen. Bei den abgedruckten Coverbildern handelt es sich unter anderem um Szenen aus den Filmen Agenten kennen keine Tränen, James Bond 007 – Im Geheimdienst Ihrer Majestät, Angst über der Stadt, An einem Freitag in Las Vegas, Gloria, die Gangsterbraut und Bullitt.

## Romane

### Eigene Serie
| #   | Autor                          | Titel                                | Jahr |
| --- | ------------------------------ | ------------------------------------ | ---- |
| 001 | Helmut Rellergerd (Jason Dark) | Die unheimlichen Strahlen            | 1979 |
| 002 |                                | Fluchtpunkt Chicago                  | 1979 |
| 003 |                                | Die Atom-Gangster                    | 1979 |
| 004 |                                | Der tödliche Engel                   | 1979 |
| 005 |                                | Die Sekte der Verlorenen             | 1979 |
| 006 |                                | Der Super-Spion                      | 1979 |
| 007 |                                | Die Agenten-Bar                      | 1979 |
| 008 |                                | Dein Kopf rollt in Rio               | 1979 |
| 009 |                                | Liebesgrüße vom Skorpion             | 1979 |
| 010 |                                | Die Blüten-Lady                      | 1979 |
| 011 |                                | Ein Grab in Wien                     | 1979 |
| 012 |                                | Aktion Dunkelmord                    | 1979 |
| 013 |                                | Liebe auf russisch                   | 1980 |
| 014 |                                | Die kubanische Verschwörung          | 1980 |
| 015 |                                | Treffpunkt Todesinsel                | 1980 |
| 016 |                                | Sterben sollst du im Iran!           | 1980 |
| 017 |                                | ... dann werde ich dein Henker sein! | 1980 |
| 018 |                                | Der Killer-Satellit                  | 1980 |
| 019 |                                | Der Tiger von Malaysia               | 1980 |
| 020 |                                | Raketenbasis Grüne Hölle             | 1980 |
| 021 |                                | Agenten im Weltall                   | 1980 |
| 022 |                                | Die tödlichen Schläfer               | 1980 |
| 023 |                                | Unternehmen Kamikaze                 | 1980 |
| 024 |                                | Der Satan von Macao                  | 1980 |
| 025 |                                | Nordpol - Mordpol                    | 1980 |
| 026 |                                | Mona Lisa darf nicht sterben         | 1980 |
| 027 |                                | Ein letzter Gruß aus Moskau          | 1980 |
| 028 |                                | Die Atlantik-Piraten                 | 1980 |
| 029 |                                | Panik in der Mafia                   | 1980 |
| 030 |                                | Im Würgegriff der vierten Macht      | 1980 |
| 031 |                                | Sterben unter heißer Sonne           | 1980 |
| 032 |                                | Der Killer-Guru                      | 1980 |
| 033 |                                | Angst bei der CIA                    | 1980 |
| 034 |                                | Öl ist dicker als Blut               | 1980 |
| 035 |                                | Sanft wie eine Klapperschlange       | 1980 |
| 036 |                                | Mordgeflüster in Venedig             | 1980 |
| 037 |                                | Hölle am Himalaya                    | 1980 |
| 038 |                                | Das Hotel der Spione                 | 1980 |
| 039 |                                | Blutiges Wochenende                  | 1980 |
| 040 |                                | Kaltlächelnd in den Tod geschickt    | 1980 |
| 041 |                                | Schach dem Mörder-General            | 1980 |
| 042 |                                | Die Todesinsel                       | 1980 |
| 043 |                                | Lady Infernale                       | 1980 |
| 044 |                                | Blutige Diamanten                    | 1981 |
| 045 |                                | Der Grieche sahnt ab                 | 1981 |
| 046 |                                | Der Südsee-Teufel                    | 1981 |
| 047 |                                | Der Mann, der für Mark Baxter starb  | 1981 |
| 048 |                                | Drei Kugeln für Senator Brenner      | 1981 |
| 049 |                                | Tödlich wie der Wüstenwind           | 1981 |
| 050 |                                | Der Todesengel hieß Tamara           | 1981 |
| 051 |                                | Das Miami-Komplott                   | 1981 |
| 052 |                                | Der Satan schickte seine Tochter     | 1981 |
| 053 |                                | Wer zweimal stirbt, ist wirklich tot | 1981 |
| 054 |                                | Der Mann mit der Bio-Bombe           | 1981 |
| 055 |                                | Doc Alphas Killermenschen            | 1981 |
| 056 |                                | Wo der Tod zu Hause ist              | 1981 |
| 057 |                                | Totentanz in Tokio                   | 1981 |
| 058 |                                | Die Absahner                         | 1981 |
| 059 |                                | Dynamit und Todesengel               | 1981 |
| 060 |                                | CIA jagt Mr. X                       | 1981 |
| 061 |                                | Geheimbund "Schwarzer Krake"         | 1981 |
| 062 |                                | Desaster am Nordpol                  | 1981 |
| 063 |                                | Drei Tage bis zur Katastrophe        | 1981 |
| 064 |                                | Willkommen im Mörderland             | 1981 |
| 065 |                                | Die Unverdächtigen                   | 1981 |
| 066 |                                | Blutiger Frühling                    | 1981 |
| 067 |                                | Mordnacht in Venedig                 | 1981 |
| 068 |                                | Die Frau ohne Gewissen               | 1981 |
| 069 |                                | Psycho-Mörder                        | 1981 |
| 070 |                                | Die Erde hält den Atem an            | 1982 |
| 071 |                                | Die Kamikaze-Bombe                   | 1982 |
| 072 | A. F. Morland                  | Abrechnung in Wien                   | 1982 |
| 073 | A. F. Morland                  | Ein General im Fadenkreuz            | 1982 |
| 074 | Mike Roberts                   | Das Duell mit dem Unsichtbaren       | 1982 |
| 075 | A. F. Morland                  | Treibjagd auf den Unschuldsengel     | 1982 |
| 076 | Earl Warren                    | Stahlfaust                           | 1982 |
| 077 | Bruce Coffin                   | Mister Namenlos                      | 1982 |
| 078 | Jay Lever                      | Club der Legionäre                   | 1982 |
| 079 | Earl Warren                    | Killer, Spieler, leichte Beute       | 1982 |
| 080 | A. F. Morland                  | Der Amok-Mann                        | 1982 |
| 081 | Logan Derek                    | Das Psi-Labor                        | 1982 |
| 082 | Bruce Coffin                   | Operation Todessturm                 | 1982 |
| 083 | Jay Lever                      | Verrat in Riad                       | 1982 |
| 084 | A. F. Morland                  | Um Null Uhr stirbt New York          | 1982 |
| 085 | Earl Warren                    | Der Mord-Clan                        | 1982 |
| 086 | Frank Philipp                  | Die Tonbandkiller                    | 1982 |
| 087 | Ralph Malorny                  | Tödliches Hellsehen                  | 1982 |
| 088 | A. F. Morland                  | Ihr Vater gab den Mordbefehl         | 1982 |
| 089 | Frank Philipp                  | Auf verlorenem Posten                | 1982 |
| 090 | Ralph Malorny                  | Geheimprojekt Strahlentod            | 1982 |
| 091 | A. F. Morland                  | Bares Geld für Baxters Leiche        | 1982 |
| 092 | A. F. Morland                  | Lächelnd in den Tod gelockt          | 1982 |
| 093 | Ralph Malorny                  | Jerusalem Goodbye                    | 1982 |
| 094 | Mike Roberts                   | Der Tag, an dem Mark Baxter starb    | 1982 |
| 095 | Bruce Coffin                   | Vier Reisende in Sachen Mord         | 1982 |
| 096 | A. F. Morland                  | Die Teufelsdroge                     | 1983 |
| 097 | Joe McBrown                    | Schneller Tod in Singapur            | 1983 |
| 098 | Earl Warren                    | Die Katastrophen-Bande               | 1983 |
| 099 | Ralph Malorny                  | Heißes Geld und kalter Stahl         | 1983 |
| 100 | A. F. Morland                  | Giftgas, Gangster und Granaten       | 1983 |
| 101 | Frank Philipp                  | Der Überläufer                       | 1983 |

### Crossovers mit John Sinclair
Innerhalb der Heftromanserie Geisterjäger John Sinclair und den parallel erscheinenden Taschenbüchern (TB) gab es einige Crossovers mit Mark Baxter. Die meisten Romane wurden dabei von Helmut Rellergerd geschrieben.
| #     | Autor            | Titel                                   | Jahr |
| ----- | ---------------- | --------------------------------------- | ---- |
| TB 11 | Jason Dark       | Die Werwolf-Elite                       | 1982 |
| 211   | Jason Dark       | Das Geistergrab (Teil 1)                | 1982 |
| 212   | Jason Dark       | Herr der roten Hölle (Teil 2)           | 1982 |
| 459   | Jason Dark       | Geheimwaffe Ghoul                       | 1987 |
| TB 87 | Jason Dark       | Der Horror-Helikopter                   | 1988 |
| 541   | Jason Dark       | Buddhas schreckliche Botschaft (Teil 1) | 1988 |
| 542   | Jason Dark       | Himalaya-Grauen (Teil 2)                | 1988 |
| 2146  | Stefan Albertsen | Dunkle Saat                             | 2019 |
| 2167  | Ian Rolf Hill    | Himmelfahrtskommando zur Höllenbrut     | 2020 |
| 2179  | Ian Rolf Hill    | Grausame Vergeltung                     | 2020 |